# Erebophasma
Erebophasma é um gênero de traça pertencente à família Arctiidae.